# Diocesi di Afroditopoli
La diocesi di Afroditopoli (in latino: Dioecesis Aphroditopoliana) è una sede soppressa e sede titolare della Chiesa cattolica.

## Storia
Afroditopoli, identificabile con la città di Atfih, è un'antica sede episcopale della provincia romana dell'Arcadia nella diocesi civile d'Egitto. Faceva parte del patriarcato di Alessandria ed era suffraganea dell'arcidiocesi di Ossirinco.
Il primo vescovo documentato di Afroditopoli è Teodoro (Theodoros). Nella lettera festale XI scritta da Atanasio di Alessandria a Serapione di Tmui nel 339, si trova una lista di vescovi nominati di recente in sostituzione dei loro colleghi defunti; sulla sede di Afroditopoli Sereno è indicato come successore di Teodoro. Lo stesso Teodoro figura tra i membri del concilio di Tiro del 335.
Sereno (Serenos), che iniziò il suo episcopato nel 339, è da identificare con l'omonimo vescovo, indicato senza la sede di appartenenza, che nel 346 prese parte al concilio celebrato ad Alessandria da Atanasio, al suo ritorno dall'esilio, per far sottoscrivere ai vescovi che non avevano potuto prendere parte al concilio di Sardica le decisioni che quel concilio prese in suo favore.
Il terzo vescovo noto di Afroditopoli è Crisaorio (Chrysaorios), che prese parte al concilio di Efeso del 431.
A questi vescovi bizantini, Le Quien aggiunge altri tre vescovi copti, documentati tra XI e XIII secolo, Giacomo (1086), Michele e Gabriele (1216).
Dal XX secolo Afroditopoli è annoverata tra le sedi vescovili titolari della Chiesa cattolica; il titolo finora non è stato assegnato.

## Cronotassi dei vescovi
- Teodoro † (prima del 335 - circa 339 deceduto)
- Sereno † (339 - dopo il 346)
- Crisaorio † (menzionato nel 431)